# Сан Мартин де Сан Хуан
Вижте пояснителната страница за други значения на Сан Мартин.
Клуб Атлетико Сан Мартин, по-известен като Сан Мартин де Сан Хуан (на испански: Club Atlético San Martín, San Martín de San Juan) е аржентински футболен отбор от Сан Хуан.

## История
Основаният на 27 септември 1907 г. отбор е един от малките клубове в Аржентина, успели да играят в най-висшето ниво на футбола. За първи път това става през 1970 г., но Сан Мартин заема последното място в класирането и отпада само след един сезон. Второто участие в Примера дивисион е през сезон 2006/2007, но отново трае само една година. За последно отборът печели промоция през сезон 2010/2011, завършвайки на трето място в Примера Б Насонал и печелейки баража срещу Химнасия и Есгрима. От 2011 г. отборът играе мачовете си на новопостроения заради Копа Америка 2011 стадион Естадио дел Бичентенарио.

## Успехи
- Примера Б Насионал
  - Шампион (3): 1992, 1995, 2004
  - Вицешампион (1): 1993

## Рекорди
- Най-много голове в Примера дивисион: Луис Тонелото (15)
- Най-голяма победа
  - в Примера дивисион: 6:3 срещу Химнасия и Есгрима (1970)
  - във втора дивизия: 7:0 срещу Сан Мартин де Тукуман (2000)
- Най-голяма загуба
  - в Примера дивисион: 1:5 срещу Атланта (1970)
  - във втора дивизия: 1:7 срещу Лос Андес (1996)

## Известни играчи
- Херман Пиетробон